# Гарнік Мнацаканян
Гарнік Мнацаканян (амх. Գառնիկ Մնացականյան; нар. 7 листопада 1989, село Азаташен, Араратська область, Вірменська РСР) — вірменський борець вільного стилю, разовий срібний та разовий бронзовий призер чемпіонатів світу, разовий срібний та разовий бронзовий призер чемпіонатів Європи, разовий срібний та разовий бронзовий призер Європейських ігор, разовий срібний та разовий бронзовий призер Кубків світу, учасник Олімпійських ігор.

## Життєпис
Боротьбою почав займатися з 1999 року.
Виступав за борцівський клуб МВС. Тренер — Арам Маргарян (з 1999).

## Спортивні результати на міжнародних змаганнях

### Виступи на Олімпіадах
| Змагання                    | Збірна   | Вагова категорія          | Місце |
| --------------------------- | -------- | ------------------------- | ----- |
| Літні Олімпійські ігри 2016 | Вірменія | вільна боротьба, до 57 кг | 20    |

### Виступи на інших змаганнях
| Змагання                                                        | Збірна   | Вагова категорія          | Місце  |
| --------------------------------------------------------------- | -------- | ------------------------- | ------ |
| Турнір Алі Алієва 2014                                          | Вірменія | вільна боротьба, до 57 кг | 5      |
| Клубний чемпіонат світу з боротьби 2015                         | Вірменія | команда                   | 4      |
| Олімпійський кваліфікаційний турнір з боротьби 2016 (Юлівієска) | Вірменія | вільна боротьба, до 57 кг | Срібло |
| Турнір Степана Саргісяна 2016                                   | Вірменія | вільна боротьба, до 57 кг | Бронза |

### Виступи на змаганнях молодших вікових груп
| Змагання                                       | Збірна   | Вагова категорія          | Місце |
| ---------------------------------------------- | -------- | ------------------------- | ----- |
| Чемпіонат світу з боротьби серед юніорів 2007  | Вірменія | вільна боротьба, до 55 кг | 15    |
| Чемпіонат Європи з боротьби серед юніорів 2008 | Вірменія | вільна боротьба, до 55 кг | 9     |
| Чемпіонат світу з боротьби серед юніорів 2009  | Вірменія | вільна боротьба, до 60 кг | 8     |